# Nemopteridae
Nemopteridae — родина сітчастокрилих комах підряду Myrmeleontiformia.

## Поширення
Вони мешкають на всіх континентах, окрім Північної Америки, причому виключно в теплих широтах — так, в Євразії вони відсутні на північ від Іспанії і Туреччини. Центром різноманітності родини можна вважати Південну Африку, там мешкає понад половину всіх сучасних видів. В Європі відомо 7 видів.

## Опис
Тіло коротке, черевце вузьке. Передні крила широкі, завдовжки 7-35 мм. Задні крила тонкі та довгі, на кінці розширені, завдовжки 19-90 мм. Політ комахи повільний. В основі крил самців знаходиться залоза з феромонами. Імаго живляться пилком, який збирають за допомогою видовжених мандибул (другої пари щелеп), що сидять на дзьобоподібному рострумі.
Личинки зовні схожі на личинок мурашиних левів. Личинки з підродини Crocinae мають довгу «шию», що допомагає захоплювати здобич, що пробігає повз засідки. «Шия» цих личинок утворена подовженою передньогрудю. Найдовшою «шиєю» відносно тіла виділяються личинки з триби Necrophylini. Личинки з підродини Crocinae малорухливі і зверху присипані пилом, що робить їх абсолютно непомітними.

## Класифікація
Родина включає близько 150 видів в двох підродинах — Nemopterinae і Crocinae.
Роди
- Afghanocroce
- Amerocroce
- Anacroce
- Apocroce
- Austrocroce
- Barbibucca
- Brevistoma
- Carnarviana
- Chasmoptera
- Concroce
- Croce
- Derhynchia
- Dielocroce
- Halter
- Halterina
- Josandreva
- Knersvlaktia
- Laurhervasia
- Lertha
- Moranida
- Necrophylus
- Nemeura
- Nemia
- Nemopistha
- Nemoptera
- Nemopterella
- Palmipenna
- Parasicyoptera
- Pastranaia
- Pterocroce
- Savigniella
- Semirhynchia
- Sicyoptera
- Stenorrhachus
- Thysanocroce
- Tjederia
- Veurise